# Natalia Januszko
Natalia Maria Januszko (ur. 27 lipca 1987 w Warszawie, zm. 10 kwietnia 2010 w Smoleńsku) – polska stewardesa, która zginęła w katastrofie pod Smoleńskiem.

## Życiorys
Córka Izabeli i Grzegorza. W 2006 roku Natalia Januszko ukończyła XXXIV LO im. Cervantesa w Warszawie i w następnym roku rozpoczęła studia na Wydziale Nauk o Zwierzętach Szkoły Głównej Gospodarstwa Wiejskiego, specjalizując się w zootechnice. W latach 2007–2008 pracowała jako stewardesa w Polskich Liniach Lotniczych LOT. 16 lutego 2009 roku rozpoczęła pracę w 36 Specjalnym Pułku Lotnictwa Transportowego na stanowisku stewardesy; wylatała ok. 247 godzin.

### Śmierć i uroczystości pogrzebowe
Zginęła 10 kwietnia 2010 w katastrofie polskiego samolotu Tu-154M w Smoleńsku, w drodze na obchody 70. rocznicy zbrodni katyńskiej. W trakcie lotu pełniła funkcję stewardesy w załodze samolotu. W katastrofie zginęły trzy stewardesy pracujące w pułku. Natalia Januszko była najmłodszą ofiarą katastrofy w Smoleńsku. 16 kwietnia 2010 roku została pośmiertnie odznaczona Krzyżem Kawalerskim Orderu Odrodzenia Polski, za wybitne zasługi w służbie państwu i społeczeństwu, na wniosek premiera Donalda Tuska. 
25 kwietnia 2010 pochowano ją z honorami wojskowymi na Cmentarzu Wojskowym na Powązkach w Warszawie wraz z trzema innymi członkami załogi samolotu: ppłk. pil. Robertem Grzywną, ppor. Andrzejem Michalakiem i stewardesą Barbarą Maciejczyk; w trakcie uroczystości nad cmentarzem przeleciały w szyku cztery samoloty z zespołu lotniczego Biało-Czerwone Iskry. W uroczystościach pogrzebowych Natalii Januszko wzięli udział m.in. studenci i władze Szkoły Głównej Gospodarstwa Wiejskiego w Warszawie, wraz z rektorem uczelni prof. dr. hab. Alojzym Szymańskim.
Nagrobek Natalii Januszko na Cmentarzu Wojskowym na Powązkach, wraz z nagrobkami 27 innych pochowanych tam osób, stał się integralną częścią odsłoniętego 10 listopada 2010 roku pomnika ku czci ofiar katastrofy w Smoleńsku. 
Ciało Natalii Januszko zostało ekshumowane 16 marca 2017 w związku z prowadzonym przez Prokuraturę Krajową śledztwem. W jej grobie ujawniono elementy ciał 5 innych osób.